# Рептилии (фильм)
«Рептилии» (англ. Reptile) — американский криминальный триллер Гранта Сингера, который стал его дебютом в качестве режиссёра художественного фильма. В фильме снялись Бенисио дель Торо, Джастин Тимберлейк, Алисия Сильверстоун, Майкл Питт и Ато Эссандо. 7 сентября 2023 года фильм показали на кинофестивале в Торонто, 22 сентября фильм вышел в ограниченный прокат в США, а 29 сентября состоялась его премьера на стриминговой платформе Netflix.

## Сюжет
Опытный детектив из Скарсборо Николс пытается раскрыть запутанное дело о жестоком убийстве молодого агента по недвижимости Саммер Элсвик, и в результате разбивает иллюзии о своей собственной жизни.

## В ролях
- Бенисио дель Торо — Том Николс[1][2]
- Джастин Тимберлейк — Уилл Грейди
- Алисия Сильверстоун — Джуди, жена Тома
- Майкл Питт — Илай Филлипс
- Ато Эссандо — Дэн Клири
- Фрэнсис Фишер — Камилла Грейди
- Эрик Богосян — капитан Роберт Аллен
- Доменик Ломбардоцци — детектив Уолли
- Карл Глусман — Сэм Гиффорд
- Матильда Лутц — Саммер Элсвик
- Оуэн Тиг — Руди Ракоци
- Кэтрин Дайер[англ.] — Дина Аллен
- Майк Пневски[англ.] — Марти
- Тэд Лакинбилл[англ.] — Питер
- Скай Ферейра — Рене
- Джеймс Девоти — Беннетт Рософф
- Майкл Бизли — Виктор
- Майкл Рене Уолтон — Дэвид Марк

## Производство и премьера
26 августа 2021 года стало известно о том, что компания Netflix занимается разработкой криминального триллера «Рептилии», режиссёром которого станет Грант Сингер, известный по режиссуре музыкальных видео, а продюсерами станут Молли Смит, Трент Лакинбилл, Сет Спектор, Тэд Лакинбилл, Бенисио дель Торо и Рейчел Смит. В октябре того же года Грант Сингер и Бенджамин Бруэр были назначены сценаристами.
Параллельно с анонсом фильма в августе 2021 года было объявлено, что в нём снимутся Бенисио дель Торо и Джастин Тимберлейк. В сентябре актёрский состав фильма пополнили Алисия Сильверстоун, Майкл Питт, Ато Эссандо, Фрэнсис Фишер, Эрик Богосян, Доменик Ломбардоцци, Карл Глусман, Матильда Лутц, Оуэн Тиг и Кэтрин Дайер. В октябре стало известно, что в фильме также снимутся Майк Пневски, Тэд Лакинбилл, Скай Ферейра, Джеймс Девоти и Майкл Бизли.
Съёмки фильма начались 15 августа 2021 года в Атланте, Мариетте и в Стоун Маунтан (штат Джорджия, США), а также съемки проходили в Новой Англии. Учитывая, что события фильма происходят в Скарборо, штат Мэн, снимать сцены городские и природные планы можно было только на северо-востоке США. 
17 августа 2023 года Netflix показал первые кадры триллера.
Мировая премьера состоялась 7 сентября 2023 года на кинофестивале в Торонто, а 29 сентября «Рептилии» вышли на стриминговой платформе Netflix.